# Mount Forde
Mount Forde ist ein über 1200 m hoher Berg im ostantarktischen Viktorialand. Er ragt 3 km nordwestlich des Mount Marston am Kopfende des Hunt-Gletschers auf.
Teilnehmer der Terra-Nova-Expedition (1910–1913) unter der Leitung des britischen Polarforschers Robert Falcon Scott kartierten und benannten ihn. Namensgeber ist Petty Officer Robert Forde (1875–1959), ein Mitglied der sogenannten Westgruppe bei dieser Forschungsreise.